# Cascata Röthbach
A cascata Röthbach (em alemão:  Röthbachfall) é a queda de água (cascata) mais alta da Alemanha, com uma queda vertical de 470 metros (1540 pés). A cascata situa-se na zona de Berchtesgaden no sudeste do lago Obersee (parque nacional de Berchtesgaden), na Baviera. A forma mais conveniente para visitar a cascata é tomar o barco elétrico através do lago Königssee até Salet e depois caminhar até ao Obersee. O facto de este local ser remoto levou à afirmação errada de que a mais alta cascata da Alemanha seriam as cascatas de Triberg que é mais acessível, apesar de Triberg ter uma queda de apenas 163 metros.
A cascata Röthbach tem 1250 m de altitude no topo, e 780 m na base e é formada por duas quedas sucessivas, a maior com 240 m.